# Miss Univers Croatie
Ne doit pas être confondu avec Miss Croatie.
Miss Univers Croatie est un concours de beauté féminine, destiné aux jeunes femmes de la Croatie, qui souhaitent représenter leur pays à Miss Univers.
Le comité a été créé en 1997. Il a alors remplacé Miss Croatie pour la qualification à Miss Univers. 

## Titres
| Année | Nom                     | Ville de résidence | Rang à Miss Univers |
| ----- | ----------------------- | ------------------ | ------------------- |
| 1997  | Kristina Čerina         | Split              |                     |
| 1998  | Ivana Gržetić           | Dubrovnik          |                     |
| 1999  | Marijana Kužina         | Šibenik            |                     |
| 2000  | Renata Lovrinčević      | Split              |                     |
| 2001  | Maja Cecić-Vidoš        | Rijeka             |                     |
| 2002  | Ivana Paris             | Pazin              |                     |
| 2003  | Ivana Delač             | Rijeka             |                     |
| 2004  | Mirjana Rupčić          | Nuštar             |                     |
| 2005  | Jelena Glišić           | Plaški             |                     |
| 2006  | Biljana Mančić          | Split              |                     |
| 2007  | Jelena Maros            | Split              |                     |
| 2008  | Snježana Lončarević     | Zagreb             |                     |
| 2009  | Sarah Ćosić             | Split              | Top 15              |
| 2010  | Lana Obad,              | Zagreb             |                     |
| 2011  | Natalija Prica          | Zagreb             |                     |
| 2012  | Elizabeta Burg          | Vrbanja            | Top 16              |
| 2013  | Melita Fabečić          | Zagreb             |                     |
| 2014  | Ivana Mišura            | Zagreb             |                     |
| 2015  | Mirta Kuštan            | Krapinske Toplice  |                     |
| 2016  | Barbara Filipović       | Zagreb             |                     |
| 2017  | Shanaelle Petty         | Slavonski Brod     | Top 16              |
| 2018  | Mia Pojatina            | Nova Gradiška      |                     |
| 2019  | Mia Rkman               | Korčula            | Top 20              |
| 2020  | Mirna Naiia Marić       | Zadar              |                     |
| 2021  | Ora Antonia Ivanišević, | Dubrovnik          |                     |
| 2022  | Arijana Podgajski       | Krapina            |                     |
| 2023  | Andrea Erjavec          | Perušić            |                     |
| 2024  | Zrinka Čorić            | Dubrovnik          |                     |
| 2025  | Laura Gnjatović         | Zadar              |                     |